# Šnjegavić
Šnjegavić falu Horvátországban Pozsega-Szlavónia megyében. Közigazgatásilag Bresztováchoz tartozik.

## Fekvése
Pozsegától légvonalban 19, közúton 20 km-re, községközpontjától légvonalban 13, közúton 14 km-re északnyugatra, Szlavónia középső részén, a Psunj-hegység lejtőin, az Orljavica-patak partján fekszik.

## Története
A régészeti leletek tanúsága szerint területe már ősidők óta lakott volt. A falutól északnyugatra a Desni-patak partján történelem előtti település nyomaira bukkantak, Poljane nevű határrészén pedig középkori település maradványai kerültek elő.

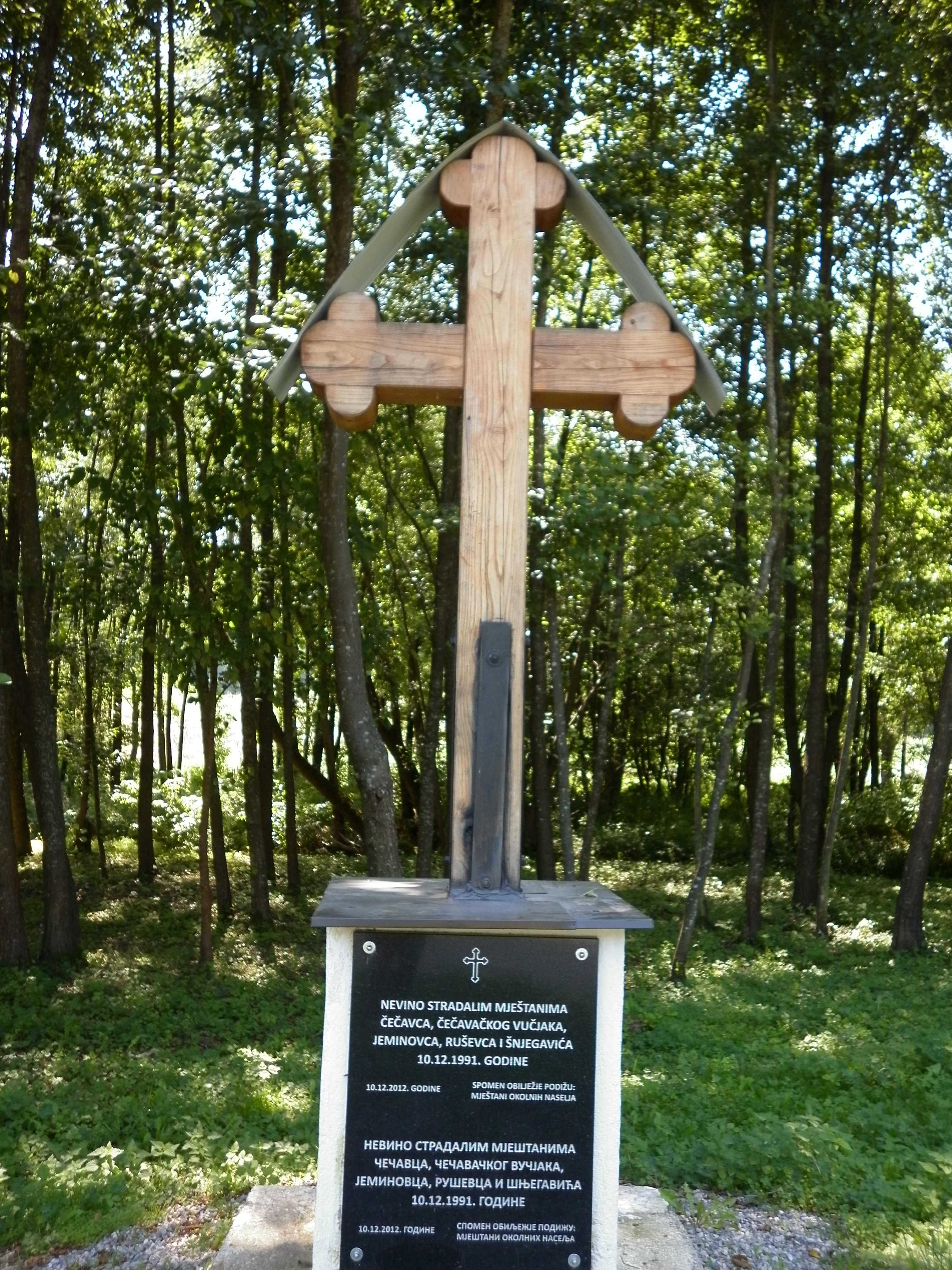
Az 1991-ben meggyilkoltak emlékműve

A török uralom idején keletkezett településnek kezdetben muzulmán lakossága volt, akik a felszabadítás során Boszniába távoztak, majd Boszniából érkezett pravoszláv vlachok telepedtek meg itt. 1698-ban „Sznigovczi” néven 5 portával szerepel a török uralom alól felszabadított szlavóniai települések összeírásában. Az első katonai felmérés térképén „Dorf Shniegovich” néven látható. Lipszky János 1808-ban Budán kiadott repertóriumában „Sznyegavich” néven szerepel. Nagy Lajos 1829-ben kiadott művében „Sznyegavich” néven 35 házzal és 231 ortodox vallású lakossal találjuk. 1857-ben 256, 1910-ben 435 lakosa volt. 1910-ben a népszámlálás adatai szerint teljes lakossága szerb anyanyelvű volt. Pozsega vármegye Pozsegai járásának része volt. Az első világháború után 1918-ban az új szerb-horvát-szlovén állam, majd később (1929-ben) Jugoszlávia része lett. 1991-ben teljes lakosságának 96%-a szerb nemzetiségű volt. A horvátországi háború során 1991. október 29-én a Horvát Hadsereg lakosságát elűzte, az otthonmaradt, többnyire idős embereket lemészárolták. 
 2011-ben 20 lakosa volt.

## Lakossága
| Lakosság változása | Lakosság változása | Lakosság változása | Lakosság változása | Lakosság változása | Lakosság változása | Lakosság változása | Lakosság változása | Lakosság változása | Lakosság változása | Lakosság változása | Lakosság változása | Lakosság változása | Lakosság változása | Lakosság változása | Lakosság változása |
| ------------------ | ------------------ | ------------------ | ------------------ | ------------------ | ------------------ | ------------------ | ------------------ | ------------------ | ------------------ | ------------------ | ------------------ | ------------------ | ------------------ | ------------------ | ------------------ |
| 1857               | 1869               | 1880               | 1890               | 1900               | 1910               | 1921               | 1931               | 1948               | 1953               | 1961               | 1971               | 1981               | 1991               | 2001               | 2011               |
| 256                | 298                | 335                | 349                | 392                | 435                | 375                | 418                | 296                | 312                | 281                | 229                | 157                | 123                | 13                 | 20                 |

## Nevezetességei
A Legszentebb Istenanya mennybevétele tiszteletére szentelt pravoszláv templomát a délszláv háború során 1991. december 10-én lerombolták.